# Institut national spécialisé d'études territoriales de Nancy
L'Institut national spécialisé d'études territoriales de Nancy (INSET) est l'un des cinq instituts du Centre national de la fonction publique territoriale (CNFPT) (quatre instituts nationaux spécialisés d’études territoriales situés à Angers, Dunkerque, Montpellier et Nancy et un Institut national des études territoriales (INET) situé à Strasbourg). 
Depuis le mois de janvier 2022, comme tous les INSET du CNFPT, les missions de l’INSET de Nancy portent sur :
- le pilotage de la conception de l’offre de formation sur les thématiques relevant des services à la population en lien avec les délégations régionales et des partenaires nationaux (ministères, agences d’État, associations et fédérations de professionnels, etc.) ;

- la professionnalisation des agents territoriaux des collectivités au travers d’événementiels nationaux, de formations de formateurs, de cycles de formation professionnelle, de préparations aux concours de catégorie A+ de conservateurs et conservatrices du patrimoine et des bibliothèques ou encore de formations expertes en lien avec ses spécialités.

## Histoire
L’École nationale d'application des cadres territoriaux (ENACT) de Nancy est créée en 1994. C'est alors la troisième ENACT, après celles d'Angers et Montpellier. Jusqu'en 1998, elle est installée dans une ancienne maison de convalescence située sur les hauteurs de la ville, la Cure d'air Saint-Antoine.
En 1999, elle est transférée dans un bâtiment de 7 000 m2 construit pour l'occasion, par les architectes lorrains Marie-José Canonica et Alain Cartignies, dans le quartier des Rives de Meurthe, à l'angle du boulevard d'Austrasie et de l'avenue du XXe Corps.
En décembre 2010[réf. nécessaire], l'école change de nom pour devenir l'INSET.
Son territoire pour la mise en œuvre des formations des catégories A de la fonction publique territoriale couvrait jusque fin 2021 les régions Grand Est, Bourgogne-Franche-Comté et les trois départements de la première couronne de la région Île-de-France : Hauts-de-Seine (92), Seine-Saint-Denis (93) et Val-de-Marne (94). Aujourd’hui, ces missions sont transférées aux délégations du CNFPT des territoires concernés afin d’organiser ces formations au plus près des besoins des territoires. 

## Organisation de l'Institut
L'INSET de Nancy est une structure déconcentrée du Centre national de la fonction publique territoriale (CNFPT), présidé par Yohann Nédélec.
Dans l’organisation interne du CNFPT, l’INSET de Nancy, comme les quatre autres instituts, est rattaché à la Direction générale adjointe (DGA) en charge de l’Évolution des Compétences et des métiers, dirigée par M. Belkacem MEHADDI. La DGA accueille également l’observatoire du CNFPT. Le répertoire des métiers territoriaux et sa mise à jour, l’organisation des concours de catégorie A+, l’accompagnement des cadres A+, le financement de l’apprentissage dans la fonction publique territoriale et la coopération internationale complètent les missions de la DGA.
Les spécialités de l’INSET de Nancy sont regroupées en deux services : 
- le service de spécialités « Démocratie, citoyenneté, éthique publique » qui recouvre les thématiques de la citoyenneté et de la vie associative ainsi que les grandes causes liées aux valeurs de la république telles que la laïcité, la démocratie, la déontologie ou encore la lutte contre les discriminations ;
- le service de spécialités « Actions éducatives, sportives, culturelles, alimentation et laboratoires » qui intervient dans le domaine des politiques publiques d’éducation, du sport, de la lecture publique, de l’enseignement artistique, de la restauration collective ainsi que dans le domaine particulier et technique des laboratoires en faveur du vivre ensemble.

De par sa spécialisation, l’INSET de Nancy est le chef de filât de la participation citoyenne.
L’institut compte également un service Évolutions professionnelles qui déploie les parcours de formation (cycles de formation professionnelle et préparations aux concours A+) et un service Appui ressources (activités d’appui interne en ressources humaines, achats et budget, ingénierie et innovation pédagogiques, documentation et communication). 

### Direction
L'INSET de Nancy est dirigé depuis le 19 août 2024 par Nathalie Popadyak. 
Ses prédécesseurs ont été successivement Jean-Claude Routier (1994-1999), Yves Grange (2000-2002), Gérard Ruelle (2002-2005), Jean-Jacques Duffourc, (2005-2018), Dominique Pornet-Rivoire (2018-2022) et Bertrand Achard (2022-2024).